# Xmanager
Xmanager는 (주)넷사랑컴퓨터에서 개발한 윈도우 응용프로그램이다.
X 응용프로그램을 윈도우 환경에서 사용할 수 있도록 하는 PC X 서버 소프트웨어로 원격 유닉스/리눅스에 설치된 X 응용프로그램을 로컬의 윈도우 응용프로그램들처럼 사용할 수 있다.

## 역사
- Xmanager는 1997년에 처음 출시되었다. 정보통신부 신소프트웨어상품상을 수상하였다.[2]
- 2010년 5월에는 버전 4가 출시되었으며 통합 제품군인 엔터프라이즈 패키지가 판매되기 시작했다.
- 2014년 11월에는 버전 5가 출시되었다.
- 2018년 4월 24일에는 버전 6가 출시되었다.[3]
- 2020년 11월 16일에는 버전 7가 출시되었다.

## 시스템 사양
버전 6 기준 시스템 최소 사양은 다음과 같다.
| 운영체제   | Windows 10, Windows 8.1, Windows 7, Windows Server 2019, Windows Server 2016, Windows Server 2012, Windows Server 2008 SP 1, Citrix MetaFrame for Windows |
| CPU        | Intel® Pentium 이상 |
| 메모리     | 512 MB 이상 |
| 하드디스크 | 150 MB 이상 |

## 라이선스
Xmanager는 사유 소프트웨어로서 개인 및 기업 사용자의 경우 유료 라이선스가 필요하다.
라이선스는 상업용과 교육용이 존재하며 Xmanager 단일 라이선스와 Xshell, Xftp, Xlpd가 포함된 엔터프라이즈 라이선스로 구분되어 있다.

## 기능
Xmanager 최신 버전 기준 주요 기능은 다음과 같다.
- XDMCP 및 Secure XDMCP 연결 지원
- RDP 지원 (버전 7 이상)
- Passive Mode, Broadcast Session
- GLX 1.3, OpenGL 1.2 확장
- XRANDR, XKEYBOARD, RENDER 등의 X 확장 기능
- 단일 윈도우 및 다중 윈도우 선택
- Xshell과 Xftp와의 상호 연동
- 호스트 키 및 사용자 키 관리
- IPv6 지원
- 호스트 액세스 제어
- GUI 키보드 편집기
- 주소 창을 이용한 즉석 연결

## 보안
- 공개 키 암호 방식
- 호스트별 액세스 제어
- SSH 보안 터널을 이용한 XDMCP 접속
- SSH PKCS#11 인증
- 마스터 패스워드 인증

| 암호화 알고리즘               | MAC                           | 키 교환 알고리즘                     |
| ----------------------------- | ----------------------------- | ------------------------------------ |
| 3des-cbc                      | hmac-md5                      | curve25519-sha256@libssh.org         |
| aes128-cbc                    | hmac-md5-96                   | ecdh-sha2-nistp256                   |
| aes128-ctr                    | hmac-md5-96-etm@openssh.com   | ecdh-sha2-nistp384                   |
| aes128-gcm@openssh.com        | hmac-md5-etm@openshh.com      | ecdh-sha2-nistp521                   |
| aes192_cbc                    | hmac-ripemd160                | diffie-hellman-group14-sha1          |
| aes192-ctr                    | hmac-ripemd160@openssh.com    | diffie-hellman-group1-sha1           |
| aes256-cbc                    | hmac-sha1                     | diffie-hellman-group-exchange-sha1   |
| aes256-ctr                    | hmac-sha1-96                  | diffie-hellman-group-exchange-sha256 |
| aes258-gcm@openssh.com        | hmac-sha1-96-etm@openssh.com  |                                      |
| arcfour                       | hmac-sha1-etm@openssh.com     |                                      |
| arcfour 128                   | hmac-sha2-256                 |                                      |
| arcfour 256                   | hmac-sha2-256-etm@openssh.com |                                      |
| blowfish-cbc                  | hmac-sha2-512                 |                                      |
| cast128-cbc                   | hmac-sha-512-etm@openssh.com  |                                      |
| chacha20-poly1305@openssh.com |                               |                                      |
| rijndael128-cbc               |                               |                                      |
| rijndael192-cbc               |                               |                                      |
| rijndael256-cbc               |                               |                                      |
| rijndael-cbc@lysator.liu.se   |                               |                                      |